# Parque Nacional de Sete Cidades
Parque Nacional de Sete Cidades är en nationalpark i Brasilien.   Den ligger i delstaten Piauí, i den östra delen av landet, 1 500 km nordost om huvudstaden Brasília. Parque Nacional de Sete Cidades ligger 114 meter över havet.
Terrängen runt Parque Nacional de Sete Cidades är platt. Närmaste större samhälle är Piracuruca, 17,9 km norr om Parque Nacional de Sete Cidades.
Omgivningarna runt Parque Nacional de Sete Cidades är huvudsakligen savann. Runt Parque Nacional de Sete Cidades är det glesbefolkat, med 8 invånare per kvadratkilometer.